# Фриц Цернике
Фредерик „Фриц“ Цернике (на холандски: Frederik 'Frits' Zernike) е холандски физик, носител на Нобелова награда за физика за 1953 г., присъдена му за обосноваването на фазовоконтрастния метод и изобретяване на фазовоконтрастния микроскоп, уред, с помощта на който може да се наблюдава вътрешната структура на биологична клетка без да е необходимо тя да се оцветява.

## Биография
Роден е на 16 юли 1888 година в Амстердам, Нидерландия, в семейството на Карл Фредерик Аугуст Цернике и Анте Диперинк, и двамата учители по математика. Цернике споделя страстта на баща си към физиката. Следва химия, математика и физика към Амстердамския университет. През 1912 г. получава награда за работата си касаеща опалесценция в газове. През 1913 г. става асистент на Якобус Корнелиус Каптейн към астрономическата обсерватория в Гронингенския университет. През 1914 г. заедно с Леонард Саломон Орнстейн извеждат уравнението на Орнстейн-Цернике. През 1915 г. преподава като доцент по теоретична физика към същия университет, а през 1920 г. става редовен професор.
Цернике се жени два пъти. Първата му жена, Дора ван Бомел ван Влотен умира през 1944 г. С нея имат един син. През 1954 г. се жени втори път за Л. Коперберг-Бандерс. Няколко братя и сестри на Цернике също добиват известност: един негов брат е професор по физика, една сестра се жени за художника Ян Манкес и става първата жена в Нидерландия ръкоположена за свещеник, друга негова сестра е известна холандска литераторка.
Умира на 10 март 1966 година в Амерсфорт.